# الرابطة الدولية لمنتجي البستنة AIPH
[بحاجة لمصدر] الرابطة الدولية لمنتجي البستنة (AIPH/IAHP) هي منظمة عالمية مكرسة لتعزيز منتجي البستنة وعقدت المهرجانات والمعارض النباتية الدولية.
تهدف هذه المنظمة إلى وضع زراعة الزهور وخدمات تنسيق الحدائق على جدول أعمال عالمي مع الأهداف الآتية:
- حث الطلب المتزايد على أزهار الزينة
- ترويج وحماية مصالح هذه الصناعة
- أن تكون مركزا عالميا لتبادل المعلومات والمعارف في الصناعة
- قيادة أفضل الممارسات في ما يتعلق في إنتاج الزينة

## تاريخ
في عام 1948 وسط توتر العلاقات بعد نهاية الحرب العالمية الثانية، اجتمعت جمعيات المزارعين الوطنية في أوروبا الغربية لتشكيل الرابطة الدولية لمنتجي البستنة AIPH.

### (1990s)
تم تنظيم 4 مؤتمرات على الأقل تتضمن معرض البستنة العالمي 1999 في كونمينغ،الصين و اكسبو‘90 في أوساكا،اليابان.

### (2000s)
تم تنظيم 15 مؤتمر تتضمن فلوريدا 2002 في هارلم،هولندا ومعرض في شينيانغ، الصين في 2006

### (2010s)
قامت حكومة مدينة تايبي وجمعية تنمية زراعة الزهور في تايوان بتنظيم معرض تايبي الدولي للبستنة والمعارض البستانية عام 2010 في تايوان من 6 نوفمبر 2010 حتى 25 أبريل 2011. مصنف A2/B1

### فينلو2012
تم تنظيم فلورياد 2012 في فينلو. مصنف A1

### سونشيون2013
معرض حديقة خليج سونشيون 2013 هو معرض دوي للبستنة مصنف A2/B1 في سونشيون،جنوب كوريا من 20 أبريل حتى 20 أكتوبر، حضر أكثر من 4.4 مليون زائر.

### تايتشونغ2018/2019
نظم معرض تايتشونغ للنباتات العالمي في تايتشونغ بين 3 نوفمبر 2018 و 24 أبريل 2019. مصنف A2/B1